# 友邦文庫
友邦文庫（ゆうほうぶんこ）は、朝鮮総督府の資料。正式には友邦協会・中央日韓協会文庫。朝鮮総督府政務総監や各局長の政策に関する報告書やメモなどが収集されている。2000年8月より学習院大学東洋文化研究所が保管している。以下、友邦協会・中央日韓協会についても概説する。

## 沿革
友邦文庫の資料は、財団法人友邦協会と社団法人中央日韓協会によって収集された。

### 中央日韓協会
- 1926年7月、中央朝鮮協会として発足[3]。同協会は、日本に帰化した朝鮮総督府の元高官が中心となって、朝鮮半島と関係のある財界人、ジャーナリスト、衆議院議員、貴族院議員、在朝鮮日本人などを会員に、東京で組織された[4]。日本統治下の朝鮮における重要政策、民族、階級問題などさまざまな社会問題の円満解決に尽力した[3]。歴代会長に山県伊三郎、阪谷芳郎（1927-1941）、宇垣一成。役員に南次郎、水野錬太郎、関屋貞三郎、生田清三郎、弓削幸太郎、有賀光豊、浅利三朗などがいた[5]。
- 1945年、大東亜戦争敗戦により、引揚者の引揚事業に従事する[6][3]。
- 1946年、協会内に「朝鮮引揚同胞世話会」を設立[6][3]。
- 1947年7月、GHQ指示で同和協会に名称変更[6]。理事は学習院常務理事水田直昌、学習院長安倍能成など[2]。
- 1948年、「社団法人同和協会」として認可[3]。
- 1950年、元朝鮮総督府殖産局長穂積真六郎が日本の朝鮮統治の史実保存を提唱[3]。穂積は長く協会会長を務めた阪谷芳郎の義理の甥（阪谷の妻の姉の子）にあたる[7]。
- 1952年、外務省・厚生省共管となり、社団法人中央日韓協会に改称[6][3]。副会長に穂積真六郎[2][3]。

### 友邦協会
- 1952年、社団法人中央日韓協会副会長穂積真六郎が、朝鮮統治に関する資料収集と研究を目的として友邦協会が創設された[2]。友邦協会理事は学習院大学東洋文化研究所初代主事末松保和など[2]。

設立趣旨は「36年間に亘る日本の朝鮮統治が敗戦後厳しい批判の前に立たされ、その欠点のみを採り上げてその業績は凡て侵略・奴隷化と極めつけ、従って日本の過去の凡ゆる朝鮮統治の治績を一掃的に否定抹殺しようとする世間の風潮に対し、これでは他日「朝鮮統治史」が書かれる時になって、これら歪曲された「日本の統治観」により、事実が相当誤まり伝えられて後世に残るであろうことを恐れ、今のうちにありのままの資料を一つでも多く収集して、これを公正な立場で調製し、その是非の判断は後世の史家の良識に俟とうという念願から出たものであった。それがまた延いては両国民間の新しい強固な親善提携の基礎ともなると確信せられたからである。」であった
- 1958年、穂積真六郎友邦協会理事長は近藤釼一・渋谷礼治・岸謙とともに、学生研究者の姜徳相、宮田節子、梶村秀樹、権寧旭等と朝鮮近代史料研究会を組織した[1]。
- 1964年4月、朝鮮問題研究会発足[8]
- 1970年に穂積理事長が逝去後、元総督府財務局長・学習院常務理事水田直昌が理事長就任[2]。
- 1983年3月3日、収集した資料を学習院へ寄託[2]。
- 1985年、学校法人学習院『友邦協会・中央日韓協会文庫資料目録』が刊行。
- 2000年8月、友邦文庫は学習院へ譲渡され東洋文化研究所が管理。

## 友邦協会の刊行物

### 友邦シリーズ
- 友邦シリーズ第1号：萩原彦三『朝鮮の土地調査』1966(昭和41)
- 友邦シリーズ 第2号:石塚峻 [述]『朝鮮米と日本の食糧問題』1966
- 友邦シリーズ第3号：萩原彦三『日本統治下の朝鮮における朝鮮語教育』昭和41
- 友邦シリーズ第4号『朝鮮における司法制度近代化の足跡』1966
- 友邦シリーズ第5号：講述山口盛『宇垣総督の農村振興運動』、昭和41
- 友邦シリーズ第6号:萩原彦三編『韓国財政の整理改革: 財政顧問目賀田種太郎の業績』財団法人友邦協会、1966年
- 友邦シリーズ 第7号:*高久敏男『李朝末期の通過とその整理』友邦協会, 1967
- 友邦シリーズ 8号:榛葉孝平, 本間孝義, 本間徳雄 [述]『朝鮮の国土開発事業』1967
- 友邦シリーズ第9号:萩原彦三編『朝鮮の救癩事業と小鹿島更生園』財団法人友邦協会、1967 年
- 友邦シリーズ 第10号『鉄鉱開発と製鉄事業　朝鮮近代鉱業の創成』1968.4
- 友邦シリーズ 第11号『明治日本の対韓政策』 1968.6
- 友邦シリーズ 第12号『朝鮮水産の発達と日本』 1968.12
- 友邦シリーズ 第13号：平山與一著『朝鮮酒造業界四十年の歩み』1969.3
- 友邦シリーズ 第14号:萩原彦三『日本統治下における朝鮮の法制』1969.6
- 友邦シリーズ 第15号：萩原彦三『朝鮮総督府官制とその行政機構』 1969.11
- 友邦シリーズ 第16号：近藤釼一編『斎藤総督の文化統治 : 朝鮮総督府資料選集』1970.12
- 友邦シリーズ 第17号：塩田正洪著『朝鮮農地令とその制定に至る諸問題』
- 友邦シリーズ 第18号：坂本迪蔵著『朝鮮縄叺発展史談』1973
- 友邦シリーズ 第18号（原文）『統監府時代の財政 : 朝鮮近代財政の地固め : 朝鮮統治関係資料『朝鮮財政・金融発達史』資料の内』
- 友邦シリーズ 第19号『総督府時代の財政 : 朝鮮近代財政の確立 : 朝鮮統治関係資料「朝鮮財政・金融発達史」資料の内』
- 友邦シリーズ 第21号,水田直昌監修『資料選集・東洋拓殖会社』
- 友邦シリーズ 第22号:金谷要作著『朝鮮の産業金融事情に就て』
- 友邦シリーズ 第23号:水田直昌口述『朝鮮財政余話』1981.3
- 友邦シリーズ 第24号:石塚峻著『朝鮮における米穀政策の変遷』1983.5
- 友邦シリーズ 第25号『資料選集・朝鮮における農村振興運動』 1983.8
- 友邦シリーズ 第26号:『朝鮮の塩業』1983.11
- 友邦シリーズ 第27号:渡辺豊日子述『朝鮮総督府回顧談 : 産繭百万石計画、山林及び学務行政、特に北鮮開拓、火田民対策、キリスト教学校等について』 1984.8
- 友邦シリーズ 第28号:『朝鮮金融組合回顧録　朝鮮金融組合と農村との関係』1984.12
- 友邦シリーズ 第29号:『朝鮮金融組合回顧録　遙かなる思い出』
- 友邦シリーズ 第30号:穂積真六郎口述 . 前田利一筆『歴代総督統治通観 . 歴代総督統治通観を読んで』1986.6

### 単著
- 『わが生涯を朝鮮に: 穂積真六郎先生遺筆』友邦協会, 1974

### 目録
- 『友邦協会・中央日韓協会文庫資料目録』学校法人・学習院、1985年

## 所蔵資料

### 文書・写真
初代政務総監山縣伊三郎文庫、土師文庫、1933年の農村復興運動の時に農林局長だった渡辺忍文書、朝鮮総督府財務長水田直昌の資料などが所蔵されている。
以下の資料は学習院大学東アジア学ヴァーチャルミュージアムでも閲覧可能である。
- 渡辺忍文書
- 阪谷文書（朝鮮問題雑纂）

阪谷芳郎が三・一運動の時に収集した資料も含まれる。
- 半島近世年表
- 朝鮮社会経済写真集（善生永助蒐集写真）
- 韓国仁川写真帖

### 証言・録音記録
東洋文化研究所年報『東洋文化研究』に録音資料の文書化資料を掲載している。
- 『東洋文化研究』2号　2000.3、監修：宮田節子、 編集協力：岡本真希子、河かおる、田中隆一、宮本正明「十五年戦争下の朝鮮統治」：大野緑一郎政務総監、田中武雄政務総監、遠藤柳作政務総監資料。
- 『東洋文化研究』3号　2001.3:「朝鮮統治における「在満朝鮮人」問題」
- 『東洋文化研究』4号　2002.3:「朝鮮総督府・組織と人」
- 『東洋文化研究』5号　2003.3:「民族運動と「治安」対策」
- 『東洋文化研究』6号　2003.3:朝鮮軍・解放前後の朝鮮

以下続刊。